# Rimandocepheus leoi
Rimandocepheus leoi är en kvalsterart som beskrevs av Corpuz-Raros 1998. Rimandocepheus leoi ingår i släktet Rimandocepheus och familjen Otocepheidae. Inga underarter finns listade i Catalogue of Life.